# Ruisseau de Fabas
Pour les articles homonymes, voir Fabas.
Le ruisseau de Fabas ou ruisseau la Margasse est une rivière du sud de la France. C'est un affluent du Rieu Tort sous-affluent du Tarn, donc un sous-affluent de la Garonne.

## Géographie
De 13,6 km de longueur, le ruisseau de Fabas prend sa source commune de Pompignan sous le nom de ruisseau de Gouguel et prend son nom ruisseau de Fabas sur la commune Fronton et prend le nom de ruisseau la Margasse avant de se jeter dans le Rieu Tort en rive droite commune de Labastide-Saint-Pierre.

## Département et villes traversées
- Haute-Garonne : Fronton.
- Tarn-et-Garonne : Labastide-Saint-Pierre, Pompignan, Fabas, Orgueil, Campsas.

## Principaux affluents
- Ruisseau de Combalou : 4,5 km
- Ruisseau de la Garenne : 2,4 km
- Ruisseau de Quartd'Homme : 4 km